# カラング族
カラング族（からんぐぞく）は、ジャワ島の部族である。
犬の雄と人間の女性の間に生まれた息子が、父親である犬を殺し母親と親子婚を行ったという伝説がある。
1960年代頃まではインドネシア内でイスラームの影響が見られず独自の文化を持つ集団であったが、大部分はジャワ人に同化したとされる。